# Jeonnong-dong
Jeonnong-dong là một dong, phường của Dongdaemun-gu ở Seoul, Hàn Quốc. Nó là quê hương của Đại học Seoul.

## Liên kết
- Bản đồ Dongdaemun-gu